# The World of Abbott and Costello
The World of Abbott and Costello (en México: El mundo de Abbott y Costello) es una película de comedia estadounidense de 1965 protagonizada por el equipo de comedia de Abbott y Costello.

## Parcela
Esta película es una compilación de escenas de dieciocho película que Abbott y Costello hicieron para Universal Pictures entre 1941 y 1955. El comediante Jack E. Leonard brinda la narración de la película, que incorpora escenas de las siguientes películas:
- Abbott and Costello Go to Mars
- Abbott and Costello in the Foreign Legion
- Abbott and Costello Meet Frankenstein
- Abbott and Costello Meet the Keystone Kops
- Abbott and Costello Meet the Mummy
- Buck Privates
- Buck Privates Come Home
- Comin' Round the Mountain
- Hit the Ice
- In Society
- In the Navy
- The Wistful Widow of Wagon Gap
- Little Giant
- Lost in Alaska
- Mexican Hayride
- The Naughty Nineties
- Ride 'Em Cowboy
- Who Done It?

## Aparición previa de compilación
- Un año antes, MGM Pictures lanzó una película compilatoria, Big Parade of Comedy de MGM, que incluye una escena de la película Abbott and Costello Rio Rita.

- Datos: Q7776115